# Bergamt Ilmenau
Das Bergamt Ilmenau war ein Bergamt im Großherzogtum Sachsen-Weimar-Eisenach. Er hatte seit 1691 seinen Sitz im Rathaus von Ilmenau.

## Zuständigkeit und Personal
Das Bergamt war zuständig für den Bereich des Justizamtes Ilmenau. Als Bergamtmann war 1859 der Justizamtmann Johann Friedrich Blaufuß zu Ilmenau tätig.